# Calvus
Calvus är en molnart som förkortas cal. Den förekommer endast hos huvudmolnslaget cumulonimbus.

## Cumulonimbus calvus
Förkortning: Cb cal. Cumulonimbus calvus uppstår när ett cumulus fortsätter att torna upp sig och förlorar sitt skarpa rundade utseende. Cumulonimbus calvus existerar ända tills cumulonimbusmolnet i ovandelen bildar en trådig massa av cirrusmoln. Denna har ofta en form av ett städ. Då har molnet blivit en cumulonimbus capillatus.
Utskjutande partier hos ett cumulonimbus calvus har en vitaktig massa med mer eller mindre vertikala strimmor.